# Visselhövede
Visselhövede er en by og kommune med godt 9.900 indbyggere (2013) i Landkreis Rotenburg (Wümme), i den nordlige del af den tyske delstat Niedersachsen.

## Geografi
Visselhövede ligger i udkanten af Lüneburger Heide ved floden Vissel (også Visselbach) midt i trekanten mellem byerne Bremen-Hamburg-Hannover. Området er overvejende landbrugsland (107,09 km²). 26,44 km² er skov og 5,22 km² er gårde og bebyggede arealer. Kommunen ligger omkring 70 moh. Højeste punkt er Höllenberg i lokalområdet Drögenbostel mit 93,4 m. I hovedbyen har Vissel sit udspring, og Rodau har sit udspring i Hiddingen. Lehrde, en 22 km lang biflod til Aller har også sit udspring i kommunen.

### Inddeling
Visselhövede består ud over hovedbyen af 14 omliggende landsbyer og lokalområder, Bleckwedel, Buchholz, Dreeßel, Drögenbostel, Hiddingen, Jeddingen, Kettenburg, Lüdingen, Nindorf, Ottingen, Rosebruch, Schwitschen, Wehnsen og Wittorf. Befolkningen er fordelt med omkring halvdelen i hovedbyen, og den anden halvdel spredt ud over kommunen.

### Nabokommuner
Nabokommuner er Kirchlinteln (Landkreis Verden), Samtgemeinde Bothel, med kommunerne Westerwalsede, Kirchwalsede, Hemsbünde, Bothel, Brockel, Hemslingen; I Landkreis Heidekreis kommunen Neuenkirchen, byen Soltau, kommunen Bomlitz og byen Walsrode.